# 安倍桔梗のミステリーファイル
安倍桔梗のミステリーファイル（あべききょうのミステリーファイル）は、日本の映画。主演は小倉優子。2004年4月に公開。

## 概要
とあるエステサロンで体が切り取られる事件が起き、サロンの経営者や探偵などが物語を展開していく。

## 出演
- 小倉優子
- 坂本三佳
- 宇恵さやか
- 深見梨加
- 竹中直人

## スタッフ
- 企画・原案 - ひろたたけし
- 監督 - 横山浩之
- プロデューサー - 小島敏弘。